# Le Fils du général
Série
Le Fils du général 2
(1991)
Pour plus de détails, voir Fiche technique et Distribution.
Le Fils du général (장군의 아들, Janggunui adeul) est un film sud-coréen réalisé par Im Kwon-taek, sorti en 1990. C'est le premier volet d'une trilogie qui se poursuit avec Le Fils du général 2 (1991) et Le Fils du général 3 (1992) et qui est l'adaptation du roman du même nom de Hong Song-yu.

## Synopsis
Dans la Corée occupée par le Japon, la vie de Kim Du-han du moment où il perd sa mère à l'âge de 8 ans à son ascension comme chef de gang.

## Fiche technique
- Titre original : 장군의 아들, Janggunui adeul
- Titre français : Le Fils du général
- Réalisation : Im Kwon-taek
- Scénario : Yoon Sam-yuk d'après le roman de Hong Song-yu
- Pays d'origine : Corée du Sud
- Format : Couleurs - 35 mm - Stéréo
- Genre : action, drame, historique, biopic et film de gangsters
- Durée : 108 minutes
- Date de sortie : 1990

## Distribution
- Park Sang-min : Kim Du-han
- Shin Hyeon-jun : Hayashi
- Lee Il-jae :
- Bang Eun-hee :
- Kim Hyeong-il :
- Hwang Jeong-min :
- Jung Doo-hong :